# Sindominio
SinDominio es un colectivo de personas y comunidades que nace en 1998 para apoyar tecnológicamente y dar visibilidad en la red a colectivos sociales, centros sociales ocupados, iniciativas a favor de la autonomía de lo social en internet, del conocimiento compartido y del software libre.

## Historia
En los primeros Encuentros de Contrainformación del Estado español, celebrados en Zaragoza, surgió el debate de montar un servidor. Sin embargo, por falta de conocimientos técnicos la idea no avanzó.

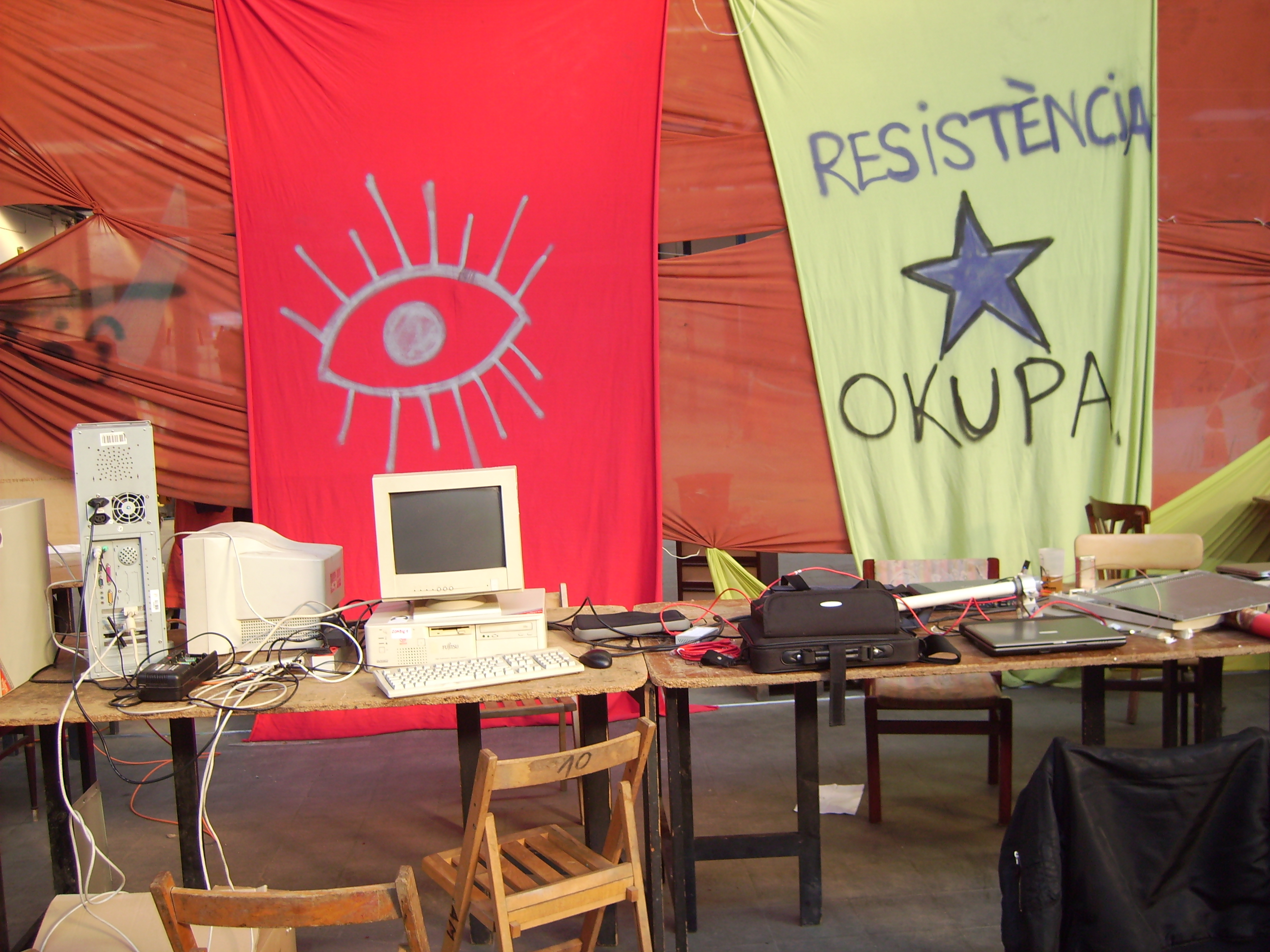
Ordenadores en un hackmeeting en Mataró.

El proceso de creación se inició en septiembre de 1998 durante unas jornadas celebradas en el Laboratorio 1 donde se había montado la primera área telemática con el objetivo de tener un servidor propio autogestionado para experimentar con la tecnología y con el software libre, y socializarlos. En este grupo promotor del proyecto están Margarita Padilla y Miquel Vidal. Inicialmente el dominio de sindominio.net y las primeras webs fueron albergadas provisionalmente en TAO (The Anarchy Organization) y en octubre de 1999 se puso en marcha el servidor propio.
En los inicios de Sindominio, se planteó la posibilidad de que estuviera albergado en Nodo50, un proveedor de servicios en Internet sin ánimo de lucro que nació en 1994 orientado a apoyar a ONGs, movimientos y partidos de izquierda, y movimientos sociales de España y América Latina. Sin embargo el proyecto no cuajó y finalmente se desarrolló como proyecto independiente.
Sindominio fue clave para poner en marcha los encuentros hackmeeting en España. Las personas cofundadoras de Sindominio participaron a finales de los 90 y principios de los años 2000 en la creación de hacklabs en España.

## Objetivos
Defender la autogestión técnica, la administración horizontal y la construcción de una comunidad conectada entre la cultura hacker y los espacios políticos autogestionados sin separar lo técnico y lo político. Utilizan únicamente herramientas de software libre y se coordinan de forma asamblearia.